# Skarszewo (województwo kujawsko-pomorskie)
Skarszewo (daw. Skarszewy) – wieś w Polsce położona w województwie kujawsko-pomorskim, w powiecie świeckim, w gminie Świecie.
W latach 1975–1998 miejscowość położona była w województwie bydgoskim. Według Narodowego Spisu Powszechnego (III 2011 r.) liczyła 184 mieszkańców. Jest dwunastą co do wielkości miejscowością gminy Świecie.